# ميكائيل نيومان
ميكائيل نيومان هو ممثل وموسيقي سويدي، ولد في 17 يناير 1949.